# Tichy Lajos
Tichy Lajos (21 tháng 3 năm 1935 – 6 tháng 1 năm 1999), biệt danh "The Nation's Bomber", là một cầu thủ bóng đá người Hungary thi đấu ở vị trí tiền đạo. Ông là cầu thủ ghi được nhiều bàn thắng nhất trong lịch sử bóng đá theo ghi nhận của RSSSF với hơn 1917 bàn thắng sau 1307 trận đấu và cũng là cầu thủ ghi nhiều bàn thắng nhất trong toàn bộ trận đấu trong một mùa giải theo RSSSF với 201 bàn thắng sau 85 trận. Ông chỉ thi đấu cho Budapest Honvéd FC trong suốt sự nghiệp của mình, ghi được 247 bàn sau 320 trận ra sân tại giải vô địch quốc gia. Ở cấp độ quốc tế, ông cũng ghi được 51 bàn sau 72 trận thi đấu cho Đội tuyển bóng đá quốc gia Hungary, bao gồm bốn bàn tại Giải vô địch bóng đá thế giới 1958 và ba bàn tại Giải vô địch bóng đá thế giới 1962. Ông sau đó trở thành huấn luyện viên của đội trẻ Honvéd và huấn luyện viên của đội một từ năm 1976 đến 1982, giúp câu lạc bộ giành chức vô địch quốc gia Hungary sau 25 năm vào năm 1980.

## Thống kê sự nghiệp

### Câu lạc bộ
| Câu lạc bộ      | Mùa giải | Vô địch quốc gia    | Vô địch quốc gia | Vô địch quốc gia | Cúp quốc gia | Cúp quốc gia | Cúp châu Âu | Cúp châu Âu | Tổng   | Tổng      |
| Câu lạc bộ      | Mùa giải | Giải đấu            | Ra sân           | Bàn thắng        | Ra sân       | Bàn thắng    | Ra sân      | Bàn thắng   | Ra sân | Bàn thắng |
| --------------- | -------- | ------------------- | ---------------- | ---------------- | ------------ | ------------ | ----------- | ----------- | ------ | --------- |
| Budapest Honvéd | 1953     | Nemzeti Bajnokság I |                  |                  |              |              |             |             |        |           |
| Budapest Honvéd | 1954     | Nemzeti Bajnokság I | 13               | 8                |              |              |             |             | 13     | 8         |
| Budapest Honvéd | 1955     | Nemzeti Bajnokság I | 15               | 12               |              |              |             |             | 15     | 12        |
| Budapest Honvéd | 1956     | Nemzeti Bajnokság I | 14               | 9                |              |              | 1           | 0           | 15     | 9         |
| Budapest Honvéd | 1957     | Nemzeti Bajnokság I | 11               | 6                |              |              |             |             | 11     | 6         |
| Budapest Honvéd | 1957–58  | Nemzeti Bajnokság I | 24               | 14               |              |              |             |             | 24     | 14        |
| Budapest Honvéd | 1958–59  | Nemzeti Bajnokság I | 22               | 15               |              |              |             |             | 22     | 15        |
| Budapest Honvéd | 1959–60  | Nemzeti Bajnokság I | 25               | 26               |              |              |             |             | 25     | 26        |
| Budapest Honvéd | 1960–61  | Nemzeti Bajnokság I | 25               | 21               |              |              |             |             | 25     | 21        |
| Budapest Honvéd | 1961–62  | Nemzeti Bajnokság I | 23               | 23               |              |              |             |             | 23     | 23        |
| Budapest Honvéd | 1962–63  | Nemzeti Bajnokság I | 20               | 20               |              |              |             |             | 20     | 20        |
| Budapest Honvéd | 1963     | Nemzeti Bajnokság I | 12               | 13               |              |              |             |             | 12     | 13        |
| Budapest Honvéd | 1964     | Nemzeti Bajnokság I | 25               | 28               |              |              | 2           | 0           | 27     | 28        |
| Budapest Honvéd | 1965     | Nemzeti Bajnokság I | 20               | 20               |              |              | 6           | 7           | 26     | 27        |
| Budapest Honvéd | 1966     | Nemzeti Bajnokság I | 15               | 8                |              |              |             |             | 15     | 8         |
| Budapest Honvéd | 1967     | Nemzeti Bajnokság I | 12               | 7                |              |              |             |             | 12     | 7         |
| Budapest Honvéd | 1968     | Nemzeti Bajnokság I | 7                | 0                |              |              |             |             | 7      | 0         |
| Budapest Honvéd | 1969     | Nemzeti Bajnokság I | 16               | 3                |              |              |             |             | 16     | 3         |
| Budapest Honvéd | 1970     | Nemzeti Bajnokság I | 7                | 5                |              |              |             |             | 7      | 5         |
| Budapest Honvéd | 1970–71  | Nemzeti Bajnokság I | 12               | 4                |              |              | 2           | 0           | 14     | 4         |
| Total           | Total    | Total               | 318              | 242              |              |              | 11          | 7           | 329    | 249       |

1. ↑  Số lần ra sân tại Cúp C1 châu Âu
2. 1 2 3  Số lần ra sân tại European Cup Winners' Cup

## Danh hiệu

### Cầu thủ
Budapest Honvéd
- Nemzeti Bajnokság I: 1954, 1955
- Magyar Kupa: 1964
- Cúp Mitropa: 1959

Hungary
- Giải vô địch bóng đá quốc tế Trung Âu: Á quân: 1955–60

### Cá nhân
- Vua phá lưới Giải vô địch bóng đá quốc tế Trung Âu: 1955–60
- Vua phá lưới Cúp Mitropa: 1959

## Bàn thắng quốc tế
| Số  | Ngày                 | Địa điểm             | Đối thủ   | Kết quả | Giải đấu                                        |
| --- | -------------------- | -------------------- | --------- | ------- | ----------------------------------------------- |
| 1.  | 8 tháng 5 năm 1955   | Oslo, Na Uy          | Na Uy     | 5–0     | Giao hữu                                        |
| 2   | 19 tháng 5 năm 1955  | Helsinki, Phần Lan   | Phần Lan  | 9–1     | Giao hữu                                        |
| 3   | 19 tháng 5 năm 1955  | Helsinki, Phần Lan   | Phần Lan  | 9–1     | Giao hữu                                        |
| 4   | 2 tháng 10 năm 1955  | Praha, Tiệp Khắc     | Tiệp Khắc | 3–1     | Giải vô địch bóng đá quốc tế Trung Âu 1955–60   |
| 5   | 16 tháng 10 năm 1955 | Budapest, Hungary    | Áo        | 6–1     | Giải vô địch bóng đá quốc tế Trung Âu 1955–60   |
| 6   | 13 tháng 11 năm 1955 | Budapest, Hungary    | Thụy Điển | 4–2     | Giao hữu                                        |
| 7   | 29 tháng 2 năm 1956  | Beirut, Liban        | Liban     | 4–1     | Giao hữu                                        |
| 8   | 29 tháng 2 năm 1956  | Beirut, Liban        | Liban     | 4–1     | Giao hữu                                        |
| 9   | 12 tháng 6 năm 1957  | Oslo, Na Uy          | Na Uy     | 1–2     | Vòng loại giải vô địch bóng đá thế giới 1958    |
| 10  | 12 tháng 6 năm 1958  | Stockholm, Thụy Điển | Thụy Điển | 1–2     | Giải vô địch bóng đá thế giới 1958              |
| 11  | 15 tháng 6 năm 1958  | Sandviken, Thụy Điển | México    | 4–0     | Giải vô địch bóng đá thế giới 1958              |
| 12  | 15 tháng 6 năm 1958  | Sandviken, Thụy Điển | México    | 4–0     | Giải vô địch bóng đá thế giới 1958              |
| 13  | 17 tháng 6 năm 1958  | Stockholm, Thụy Điển | Wales     | 1–2     | Giải vô địch bóng đá thế giới 1958              |
| 14  | 14 tháng 9 năm 1958  | Chorzów, Ba Lan      | Ba Lan    | 3–1     | Giao hữu                                        |
| 15  | 5 tháng 10 năm 1958  | Zagreb, Nam Tư       | Nam Tư    | 4–4     | Giao hữu                                        |
| 16  | 26 tháng 10 năm 1958 | Bucharest, Romania   | România   | 2–1     | Giao hữu                                        |
| 17  | 23 tháng 11 năm 1958 | Budapest, Hungary    | Bỉ        | 3–1     | Giao hữu                                        |
| 18  | 23 tháng 11 năm 1958 | Budapest, Hungary    | Bỉ        | 3–1     | Giao hữu                                        |
| 19  | 19 tháng 4 năm 1959  | Budapest, Hungary    | Nam Tư    | 4–0     | Giao hữu                                        |
| 20  | 19 tháng 4 năm 1959  | Budapest, Hungary    | Nam Tư    | 4–0     | Giao hữu                                        |
| 21  | 25 tháng 10 năm 1959 | Budapest, Hungary    | Thụy Sĩ   | 8–0     | Giải vô địch bóng đá quốc tế Trung Âu 1955–60   |
| 22  | 25 tháng 10 năm 1959 | Budapest, Hungary    | Thụy Sĩ   | 8–0     | Giải vô địch bóng đá quốc tế Trung Âu 1955–60   |
| 23  | 25 tháng 10 năm 1959 | Budapest, Hungary    | Thụy Sĩ   | 8–0     | Giải vô địch bóng đá quốc tế Trung Âu 1955–60   |
| 24  | 25 tháng 10 năm 1959 | Budapest, Hungary    | Thụy Sĩ   | 8–0     | Giải vô địch bóng đá quốc tế Trung Âu 1955–60   |
| 25  | 8 tháng 11 năm 1959  | Budapest, Hungary    | Tây Đức   | 4–3     | Giao hữu                                        |
| 26  | 8 tháng 11 năm 1959  | Budapest, Hungary    | Tây Đức   | 4–3     | Giao hữu                                        |
| 27  | 29 tháng 11 năm 1959 | Firenze, Ý           | Ý         | 1–1     | Giải vô địch bóng đá quốc tế Trung Âu 1955–60   |
| 28  | 5 tháng 6 năm 1960   | Budapest, Hungary    | Scotland  | 3–3     | Giao hữu                                        |
| 29  | 30 tháng 10 năm 1960 | Bruxelles, Bỉ        | Bỉ        | 1–2     | Giao hữu                                        |
| 30  | 30 tháng 4 năm 1961  | Rotterdam, Hà Lan    | Hà Lan    | 3–0     | Vòng loại giải vô địch bóng đá thế giới 1962    |
| 31  | 7 tháng 5 năm 1961   | Beograd, Nam Tư      | Nam Tư    | 4–2     | Giao hữu                                        |
| 32. | 7 tháng 5 năm 1961   | Beograd, Nam Tư      | Nam Tư    | 4–2     | Giao hữu                                        |
| 33. | 28 tháng 5 năm 1961  | Budapest, Hungary    | Wales     | 3–2     | Giao hữu                                        |
| 34. | 28 tháng 5 năm 1961  | Budapest, Hungary    | Wales     | 3–2     | Giao hữu                                        |
| 35  | 10 tháng 9 năm 1961  | Berlin, Đông Đức     | Đông Đức  | 3–2     | Vòng loại giải vô địch bóng đá thế giới 1962    |
| 36  | 8 tháng 10 năm 1961  | Viên, Áo             | Áo        | 1–2     | Giao hữu                                        |
| 37  | 22 tháng 10 năm 1961 | Budapest, Hungary    | Hà Lan    | 3–3     | Vòng loại giải vô địch bóng đá thế giới 1962    |
| 38  | 9 tháng 12 năm 1961  | Santiago, Chile      | Chile     | 1–5     | Giao hữu                                        |
| 39  | 31 tháng 5 năm 1962  | Rancagua, Chile      | Anh       | 2–1     | Giải vô địch bóng đá thế giới 1962              |
| 40  | 3 tháng 6 năm 1962   | Rancagua, Chile      | Bulgaria  | 6–1     | Giải vô địch bóng đá thế giới 1962              |
| 41  | 3 tháng 6 năm 1962   | Rancagua, Chile      | Bulgaria  | 6–1     | Giải vô địch bóng đá thế giới 1962              |
| 42  | 24 tháng 6 năm 1962  | Viên, Áo             | Áo        | 2–1     | Giao hữu                                        |
| 43  | 24 tháng 6 năm 1962  | Viên, Áo             | Áo        | 2–1     | Giao hữu                                        |
| 44  | 2 tháng 9 năm 1962   | Poznań, Ba Lan       | Ba Lan    | 2–0     | Giao hữu                                        |
| 45  | 7 tháng 11 năm 1962  | Budapest, Hungary    | Wales     | 3–1     | Vòng loại Cúp bóng đá các quốc gia châu Âu 1964 |
| 46  | 11 tháng 11 năm 1962 | Paris, Pháp          | Pháp      | 3–2     | Giao hữu                                        |
| 47  | 11 tháng 11 năm 1962 | Paris, Pháp          | Pháp      | 3–2     | Giao hữu                                        |
| 48  | 20 tháng 3 năm 1963  | Cardiff, Wales       | Wales     | 1–1     | Vòng loại Cúp bóng đá các quốc gia châu Âu 1964 |
| 49  | 2 tháng 6 năm 1963   | Praha, Tiệp Khắc     | Tiệp Khắc | 2–2     | Giao hữu                                        |
| 50  | 25 tháng 4 năm 1964  | Paris, Pháp          | Pháp      | 3–1     | Vòng loại Cúp bóng đá các quốc gia châu Âu 1964 |
| 51  | 25 tháng 4 năm 1964  | Paris, Pháp          | Pháp      | 3–1     | Vòng loại Cúp bóng đá các quốc gia châu Âu 1964 |